# Euarestus
Euarestus là một chi bướm đêm thuộc họ Geometridae.